# Тимьян ранний
Тимья́н ра́нний (лат. Thýmus praécox) — вид многолетних полукустарников из рода Тимьян (Thymus) семейства Яснотковые (Lamiaceae).

## Распространение и среда обитания
Родом из Европы, Кавказа и Турции. Интродуцирован в Северную Америку.

## Ботаническое описание
Растение высотой от 7,5 до 15 см.

## Хозяйственное значение и применение
Растение выращивают в садах как декоративное.

### В культуре
Растёт на хорошо дренированной, сухой или средней влажности почве на хорошо освещённом месте. Но более предпочтительным местом являются песчаные или каменистые земли с хорошим дренажем. Способен выдержать засуху. Влажная почва негативно влияет на растение, на ней оно начинает гнить.

#### Список сортов
- Thymus praecox 'Alba'
- Thymus praecox 'Albiflorus'
- Thymus praecox 'Bressingham Pink'
- Thymus praecox 'Coccineus'
- Thymus praecox 'Creeping Red'
- Thymus praecox 'Doone Valley'
- Thymus praecox 'Elfin'
- Thymus praecox 'Evergold'
- Thymus praecox 'Highland Cream'
- Thymus praecox 'Minor kultivar'
- Thymus praecox 'Minus'
- Thymus praecox 'Nutmeg'
- Thymus praecox 'Pink Chintz'
- Thymus praecox 'Porlock'
- Thymus praecox 'Pseudolanuginosus'
- Thymus praecox 'Purple Beauty'
- Thymus praecox 'Purple Carpet'
- Thymus praecox 'Purple Dwarf'
- Thymus praecox 'Purpurteppich'
- Thymus praecox 'Ruby Glow'
- Thymus praecox 'Splendens'